# Península de Burin
La península de Burin es una península que se localiza en la costa sur de la isla de Terranova, en la provincia de Terranova y Labrador, en Canadá.
Se extiende hacia el suroeste desde la masa principal de la isla de Terranova, separando desde Fortune Bay al oeste hasta la bahía de Placentia al Este. Mide aproximadamente 130 km de longitud y entre 15 y 30 km de ancho. Está conectado por un istmo de 30 km de ancho entre las localidades de Terrenceville y Monkstown.
Fue llamada originalmente península de Buria por un pescador de origen vasco en el siglo XVI.[cita requerida]

## Pesca
Durante siglos ha habido abundantes bacalaos, otros peces y crustáceos, que suministró una próspera industria pesquera. El eventual colapso de la pesca del bacalao en el Atlántico noroccidental condujo a un desempleo masivo local durante la segunda mitad de la década de 1990.

## Carreteras
La Ruta 210 atraviesa la longitud de la Península de Burin, va por el lado noroeste de la península entre Marystown y Fortuna. La Ruta 220 discurre desde Fortuna a Marystown por el lado sur. Un camino corto que conecta la Ruta 222 corre entre estos dos caminos al oeste de Marystown. Las Rutas 211, 212, 213 y 221 son llamadas: las carreteras locales.
Ruta 210 le lleva hasta la península de Burin a una parte totalmente diferente de Terranova, tanto en la geografía y la perspectiva. Separado de la sede del poder político en San Juan de los siglos, la península de Burin desarrolló sus propios vínculos comerciales con la costa este y más allá. Todo, desde sus dialectos, a su conjunto tradicional, bailes regionales y su arquitectura son diferente.
Winterland, en la ruta 222, se estableció en la década de 1940 por los pescadores que fueron atraídos a convertirse en agricultores por Comisión de Gobierno de la Terranova.
En 1929 se produjo un tsunami que tuvo consecuencias desastrosas para los asentamientos de la Ruta 220.

## Economía
La economía de la península de Burin está ligada al océano, en consecuencia, la mayor parte de sus asentamientos se encuentran en la costa; algunos son outportss y no tienen conexión por carretera.

## Comunidades
Las comunidades en la costa norte de la península, que parten desde el este son:
- Terrenceville
- Harbour Mille
- Little Harbour East
- Bay L'Argent
- Jacques Fontaine
- St. Bernard's-Jacques Fontaine
- Garnish
- Frenchman's Cove
- Grand Bank
- Fortune

Las comunidades de la costa sur de la península, partiendo del oeste son:
- Lories
- Point May
- Calmer
- High Beach
- Allan's Island
- Lamaline
- Point au Gaul
- Taylor's Bay
- Lord's Cove
- Roundabout
- Lawn
- Little St. Lawrence
- St. Lawrence
- Epworth
- Lewin's Cove
- Burin Bay Arm
- Burin
- Port au Bras
- Fox Cove-Mortier
- Little Bay Placentia Bay
- Creston
- Creston North
- Marystown
- Spanish Room
- Rock Harbour
- Jean De Baie
- Red Harbour
- Rushoon
- Baine Harbour
- Parkers Cove
- Boat Harbour West
- Davis Cove
- Sandy Harbour
- Monkstown
- Great Paradise
- Little Paradise
- St. Joseph's
- Port Anne
- Petite Forte
- Clattice Harbour
- Clattice South West
- Burnt Island
- Murphy's Cove
- Isle Valen
- Darby's Harbour
- Great Bona
- Little Bona
- Southeast Bight
- Toslow
- Presque
- Saint Annes
- Saint Leonards